# Die sieben letzten Worte unseres Erlösers am Kreuze

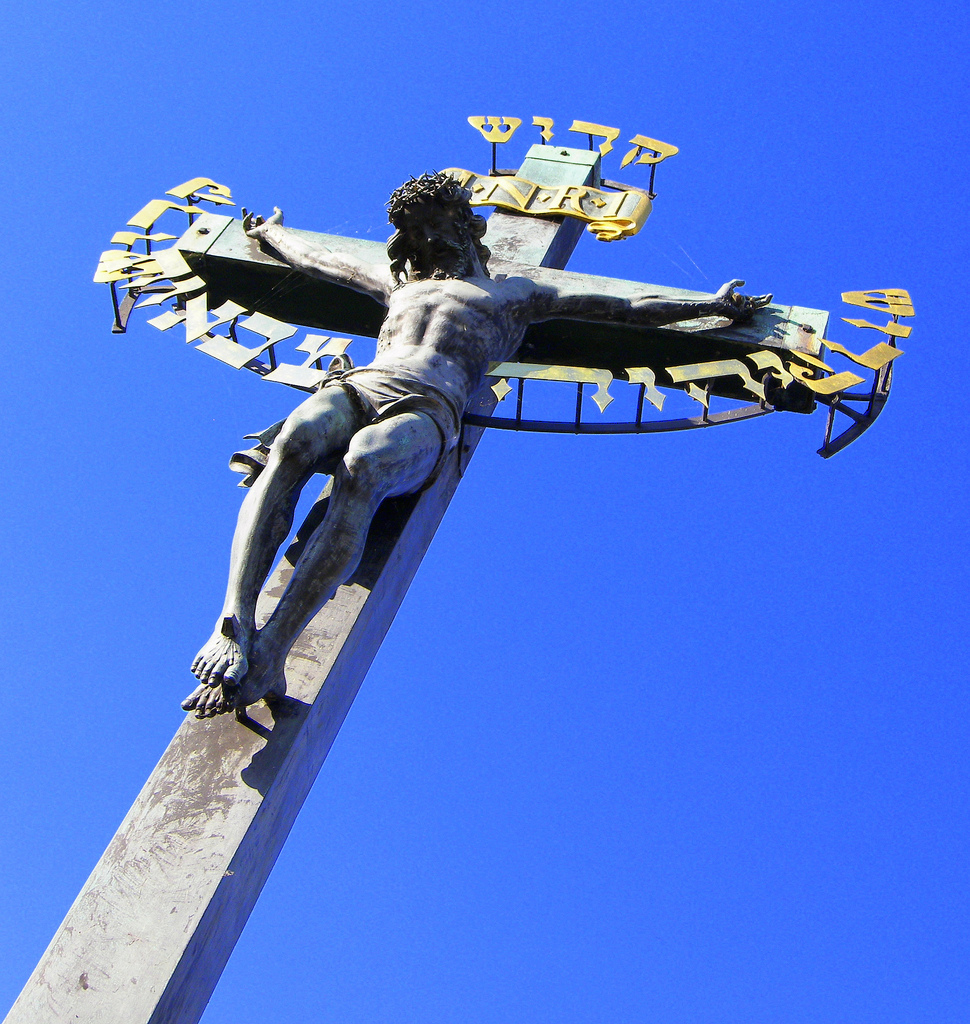
Kruzifix auf der Karlsbrücke in Prag

Die sieben letzten Worte unseres Erlösers am Kreuze (Titel der Erstausgabe: Musica instrumentale sopra le 7 ultime parole del nostro Redentore in croce, Hob. XX/1:A) ist ein musikalisches Werk von Joseph Haydn aus dem Jahre 1787. Bei der Komposition, die in mehreren Fassungen vorliegt, handelte es sich ursprünglich um eine Passionsmusik für Orchester. Thematisch bezieht sich das Werk auf die Sieben letzten Worte Christi. Haydn fertigte daneben eine Bearbeitung für Streichquartett (Hob. XX/1:B = Hob. III:50–56) an und durchsah einen parallel entstandenen Klavierauszug (Hob. XX/1:C). Diese drei Fassungen erschienen im Sommer 1787 bei Artaria in Wien. Erst 1796 entstand Haydns darauf basierendes Oratorium für Soli, Chor und Orchester (Hob. XX/2).

## Entstehung und Bearbeitungen

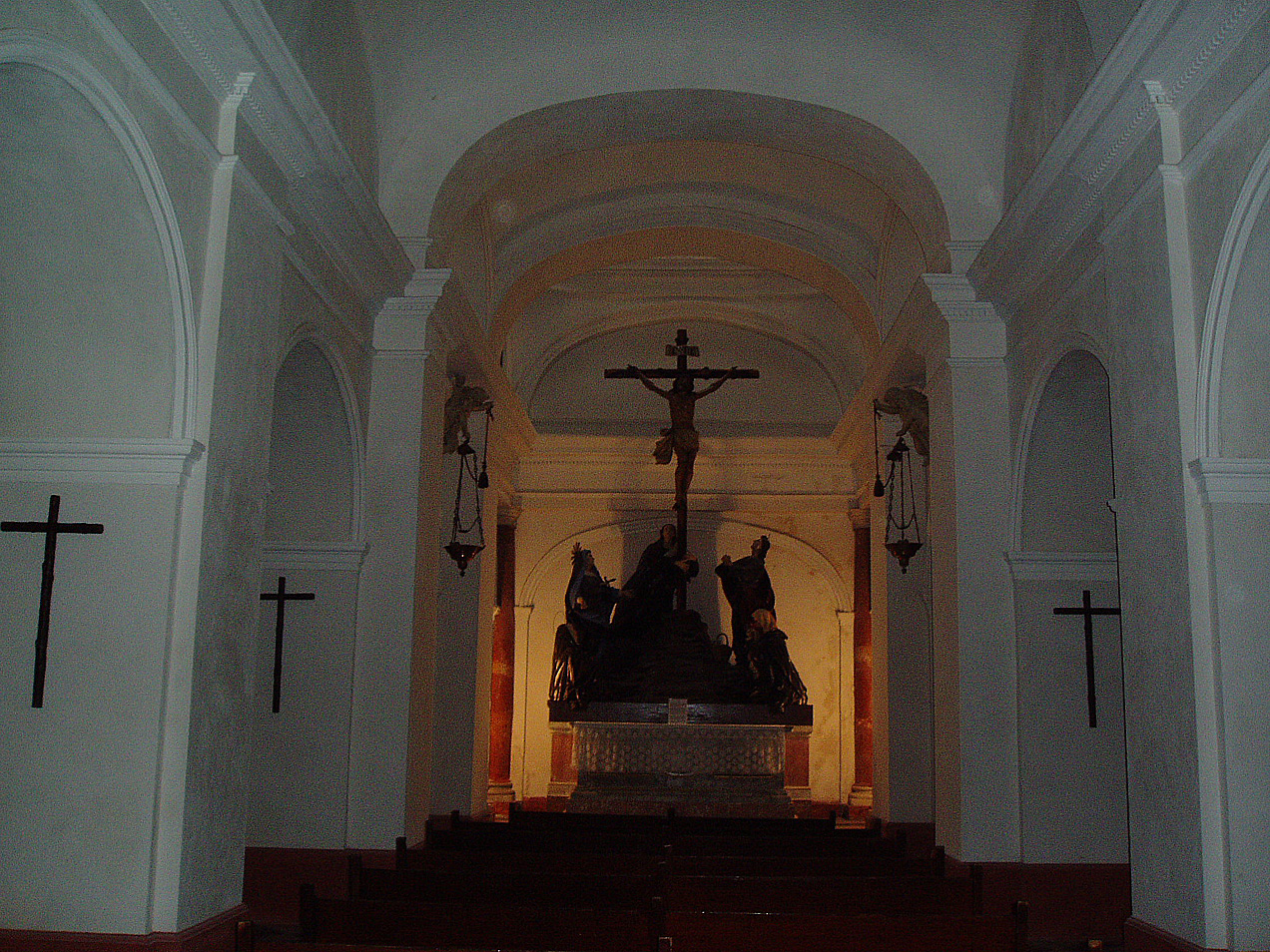
Oratorium Santa Cueva in Cádiz

Die sieben letzten Worte unseres Erlösers am Kreuze entstand als Auftragskomposition für den Priester José Saenz de Santamaría, Marqués de Valde-Íñigo, aus Cádiz. Das Werk wurde vermutlich am Karfreitag 1787 in der Kapelle Santa Cueva unterhalb der Pfarrkirche Nuestra Señora del Rosario aufgeführt (offenbar gab es aber bereits früher Aufführungen an anderen Orten, die auf von Haydn verbreiteten Abschriften beruhten). Der Auftrag lautete, sieben langsame meditative Sätze zu komponieren, einen für jedes der letzten Worte Jesu. Joseph Haydn beschrieb seinem Biographen Georg August von Griesinger den Ablauf der Aufführung in Cádiz (wobei er den Auftraggeber fälschlich als „Domherrn“ bezeichnete): „Man überzog an dem bestimmten Tage die Wände, Fenster und Pfeiler der Kirche mit schwarzem Tuche, und nur eine in der Mitte hängende Lampe von großem Umfange erleuchtete das heilige Dunkel. Zu einer bestimmten Stunde wurden alle Thüren verschlossen, und die Musik begann. Nach einem zweckmäßigen Vorspiele bestieg der Bischof die Kanzel, sprach eines der sieben Worte aus, und stellte eine Betrachtung darüber an. Sobald sie geendiget war, stieg er von der Kanzel herab, und fiel knieend vor dem Altar nieder. Die Musik füllte diese Pause aus. Der Bischof betrat zum zweyten-, drittenmale u. s. w. die Kanzel, und jedesmal fiel das Orchester nach dem Schlusse der Rede wieder ein. Es war gewiß eine der schwersten Aufgaben, ohne untergelegten Text, aus freyer Phantasie, sieben Adagios auf einander folgen zu lassen, die den Zuhörer nicht ermüden, und in ihm alle Empfindungen wecken sollten, welche im Sinne eines jeden von dem sterbenden Erlöser ausgesprochenen Wortes lagen. Haydn erklärte so auch öfters diese Arbeit für eine seiner gelungensten.“

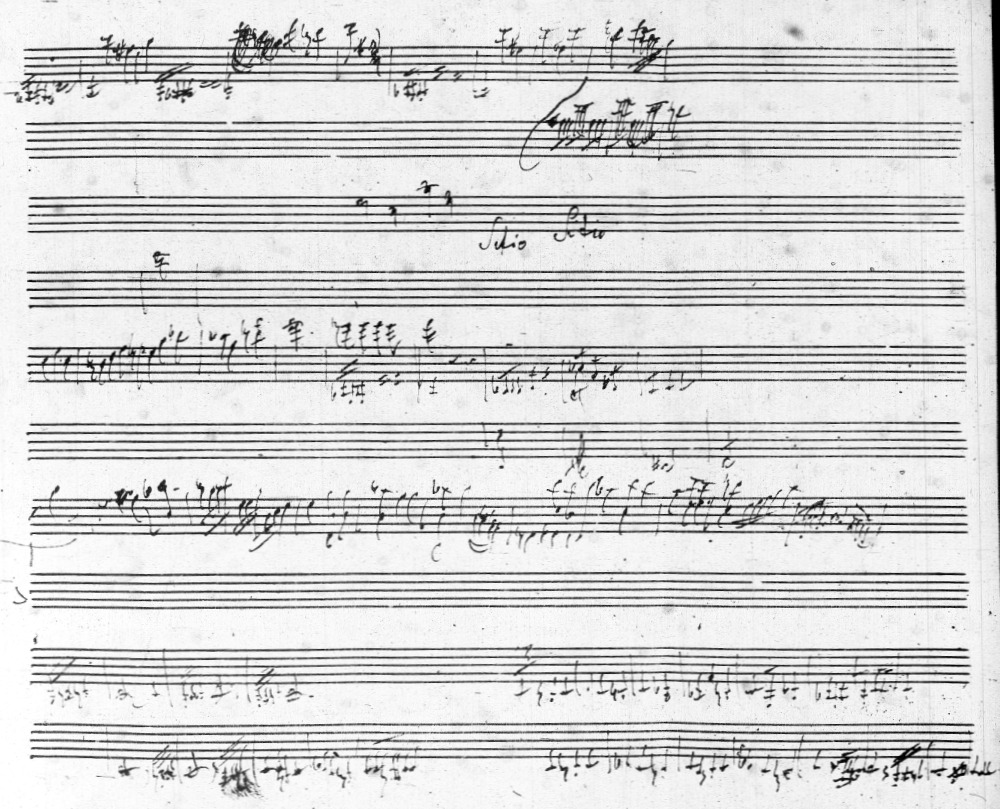
Skizze zum fünften Wort Sitio. („Mich dürstet.“) von Joseph Haydn

Die gleichzeitige Veröffentlichung der originalen Orchesterfassung in Stimmen mit einer Klavier- und einer Streichquartettbearbeitung ist wohl auf den Wunsch des Wiener Verlegers Artaria zurückzuführen, die Verbreitung des Werkes zu erhöhen (siehe Liste der Streichquartette Haydns). 1794 hörte der Komponist in Passau eine Fassung als Oratorium, die der dortige erzbischöfliche Kapellmeister Joseph Friebert erarbeitet hatte. Haydn beschloss, unter deren teilweiser Benutzung eine eigene Oratorienversion für vier Solostimmen, Chor und Orchester anzufertigen, für die wohl  Gottfried van Swieten die Textfassung lieferte. Uraufgeführt wurde diese Fassung in Wien im Jahr 1796; 1801 wurde sie veröffentlicht.

## Aufbau
| Orchester-/Streichquartettfassung                                           | Oratorium                                |
| --------------------------------------------------------------------------- | ---------------------------------------- |
| L'Introduzione (Maestoso ed adagio)                                         | Introduzione                             |
| Sonata I (Largo): Pater, dimitte illis, non enim sciunt, quid faciunt       | Vater, vergib ihnen                      |
| Sonata II (Grave e cantabile): Amen dico tibi: hodie mecum eris in paradiso | Fürwahr, ich sag es dir                  |
| Sonata III (Grave): Mulier, ecce filius tuus, et tu, ecce mater tua!        | Frau, hier siehe deinen Sohn             |
| Sonata IV (Largo): Eli, Eli, lama asabthani?                                | Mein Gott, mein Gott                     |
|                                                                             | Introduzione                             |
| Sonata V (Adagio): Sitio                                                    | Ach, mich dürstet                        |
| Sonata VI (Lento): Consummatum est!                                         | Es ist vollbracht                        |
| Sonata VII (Largo): Pater! In manus tuas commendo spiritum meum             | Vater, in deine Hände                    |
| Il terremoto (Presto e con tutta la forza)                                  | Il terremoto (Text: Karl Wilhelm Ramler) |

## Diskografie
Über 50 Aufnahmen auf CD sind erhältlich, zum Beispiel:
Fassung für Orchester:
- Berliner Philharmoniker, Riccardo Muti (Philips), 1992
- Le Concert des Nations, Jordi Savall (AliaVox), Aufnahme 2006

Fassung für Streichquartett:
- Cuarteto Casals (Harmonia Mundi France), 2013/14[4]
- Emerson String Quartet (Deutsche Grammophon), 2004
- Matangi Quartet (Matangi Music), 2020

Fassung für Klavier:
- Bart van Oort (Brilliant), Aufnahme 2007
- Yaara Tal (Sony), Aufnahme 2013

Fassung als Oratorium:
- Inga Nielsen, Margareta Hintermeier, Anthony Rolfe Johnson, Robert Holl, Arnold Schoenberg Chor, Concentus Musicus Wien, Nikolaus Harnoncourt (Teldec), 1992 (Aufnahme 1990)
- Lisa Milne, Ruxandra Donose, Andrew Kennedy, Christopher Maltman, London Philharmonic Orchestra, Wladimir Jurowski, 2009[5]